# West Point (Mississippi)
West Point é uma cidade localizada no estado americano do Mississippi, no condado de Clay.

## Geografia
De acordo com o United States Census Bureau, o condado possui uma área de 54,7 km², dos quais 54,1 km² estão cobertos por terra e 0,6 km² por água.

### Localidades na vizinhança
O diagrama seguinte representa as localidades num raio de 28 km ao redor de West Point.

## Demografia
Segundo o censo nacional de 2010, a sua população é de 11 307 habitantes e sua densidade populacional é de 207 hab/km².

## Marcos históricos
A relação a seguir lista as 18 entradas do Registro Nacional de Lugares Históricos em West Point. O primeiro marco foi designado em 20 de setembro de 1973 e o mais recente em 28 de janeiro de 2021.
- Brogan Mound and Village Site Discontiguous District
- Charles R. Jordan House
- Colbert and Barton Townsites
- Commerce Street Historic District
- Court Street Historic District
- Dewitt Anderson House
- East Main Street Historic District
- Kenneth G. Neigh Dormitory Complex
- Mary Holmes Junior College Historic District
- Moses Jordan House
- Nathan Mathews House and Mathews Cotton Gin
- South Division Street Historic District
- Tibbee Bridge
- Tibbee School
- Waverley
- West Point Central City Historic District
- West Point School Historic District
- West Point Unified Historic District